# Leon Dawn
《Leon Dawn》是香港歌手黎明的錄音室專輯，全碟收錄12首歌曲及6個音樂短片，專輯於2004年9月11日由唱片公司A Music以CD及DVD形式在香港首次發行。這是黎明以合夥人及歌手身份加盟A Music後推出的首張專輯，專輯曾於香港大型連鎖唱片店HMV連續兩星期獲得銷量榜冠軍。

## 製作概念
2004年，黎明與商人林建岳合作成立東亞唱片製作有限公司（A Music），雷頒德繼續擔任他的唱片監製，專輯《Leon Dawn》是新公司成立以來的首個音樂作品，於2004年7月28日舉行記者招待會。這張專輯用了約三四個月時間進行籌備，專輯除了沿襲黎明當時的歌曲風格，同時亦加入了一些新元素，如主打歌之一〈什麼〉有印度音樂的風味。歌曲〈一比一〉音樂短片同時用作電器品牌廣告片，由黎明主演、藝人黃秋生客串演出，原本計劃到泰國取景拍攝，但由於黎明的工作檔期關係改為在香港拍攝，搭建佈景及後期製作費合共接近港幣一百萬元；歌曲〈不可一世〉音樂短片由韓國女演員姜漢娜參與演出，原本計劃到有真雪的地方拍攝，其後決定在銅鑼灣取景，以電腦製作雪景效果；歌曲〈什麼〉音樂短片於海邊取景拍攝，以黃昏的景象為背景。

## 曲目列表
以下是《Leon Dawn》的曲目列表：
| CD       | CD               | CD       | CD           | CD                 | CD       | CD                   | CD    |
| 曲序     | 曲目             |          | 作曲         | 编曲               | 製作人   | 备注                 | 时长  |
| -------- | ---------------- | -------- | ------------ | ------------------ | -------- | -------------------- | ----- |
| 1.       | 什麼             | 黃偉文   | 雷頌德       | 雷頌德             | 雷頌德   |                      | 3:10  |
| 2.       | 不可一世         | 林夕     | 側田         | 雷頌德 側田 Ted Lo | 雷頌德   |                      | 3:40  |
| 3.       | 別舔傷口         | 林夕     | 雷頌德       | 雷頌德 側田 Ted Lo | 雷頌德   |                      | 3:20  |
| 4.       | 一比一           | 林夕     | 雷頌德       | 雷頌德             | 雷頌德   |                      | 3:42  |
| 5.       | 會哭會笑         | 黃偉文   | 雷頌德       | 雷頌德             | 雷頌德   |                      | 3:52  |
| 6.       | 少數             | 黃偉文   | 伍樂城       | 伍樂城             | 伍樂城   |                      | 4:06  |
| 7.       | 我是否還愛你     | 林夕     | 側田         | 側田 Ted Lo        | 雷頌德   | 電影《大城小事》插曲 | 4:31  |
| 8.       | 愛你變（國語）   | 甄健強   | 雷頌德       | 雷頌德             | 雷頌德   |                      | 3:24  |
| 9.       | 水深火熱（國語） | 易家揚   | 伍樂城       | 雷頌德             | 雷頌德   |                      | 3:42  |
| 10.      | 排行榜（國語）   | 易家揚   | 李偲菘       | 雷頌德             | 雷頌德   |                      | 3:52  |
| 11.      | 慢動作           | 易家揚   | Kim Duck Yun | Robert Lay         | 雷頌德   |                      | 4:03  |
| 12.      | Interlude        |          | 側田         | 側田               | 雷頌德   |                      | 2:34  |
| 总时长： | 总时长：         | 总时长： | 总时长：     | 总时长：           | 总时长： | 总时长：             | 43:22 |

| DVD  | DVD                      | DVD  |
| 曲序 | 曲目                     | 導演 |
| ---- | ------------------------ | ---- |
| 1.   | 一比一（音樂短片）       | L.L. |
| 2.   | 什麼（音樂短片）         | L.L. |
| 3.   | 不可一世（音樂短片）     | L.L. |
| 4.   | 會笑會哭（音樂短片）     | L.L. |
| 5.   | 兩個人的煙火（音樂短片） | L.L. |
| 6.   | 別舔傷口（音樂短片）     | L.L. |

## 幕後製作人員
以下是《Leon Dawn》的幕後製作人員名單：

- 鍵琴：雷頌德（曲目3,5－7,9,10）、Robert Lay（曲目11）
- 結他：黃仲賢（曲目1,3,5,7,9－11）、鄧建明（曲目6）
- 小提琴：Leslie Ryang Moonsun（曲目6）
- 大提琴：Timothy Frank（曲目6）
- 鼓：Melchior Sarreal（曲目7）
- 樂器：雷頌德（曲目2,4,8）
- 音色伴奏：雷頌德（曲目3,5－7,9,10）、Robert Lay（曲目11）
- 弦樂：Hong Kong Strings Quartet（曲目1）
- 和音：黎明（曲目2）、側田（曲目2,4,8－11）、應昌佑（曲目4,9,10）、曹潔敏（曲目6）、Nancy Chan（曲目6）、雷有輝（曲目6）、陳嘉露（曲目8）
- 採譜：謝國維（曲目6）
- 混音：Tatsuhito Naruse
- 錄音：陳西敏、Tatsuhito Naruse
- 美術指導、攝影：張文華
- 平面設計：Hole
- 執行製作人：王凱文
- 經理人公司：百仕活娛樂事業有限公司

## 評論摘要
《Leon Dawn》是黎明繼2002年後，相隔兩年再度推出的專輯，傳媒指黎明由於要中國內地工作，未能參與部分宣傳活動，但專輯銷量成績仍然理想，首批出貨超過兩萬張，在發行翌日便登上大型連鎖唱片店HMV的銷量榜第一位，且連續兩週獲得冠軍，創下當時近五年來HMV最佳成績，除了香港聽眾搶購外，也有台灣聽眾透過國際長途電話向香港的唱片店訂購這張專輯，評論認為是當時的唱片業難得一見的景象。黎明對專輯的銷量成績感到滿意，他認為要做的宣傳都已經做了，不必舉行簽名會或握手會催谷銷量。

## 流行榜成績
以下是《Leon Dawn》的派台歌曲名單，以及其歌曲在香港四大電子媒體音樂流行榜的最高位置。
| 派台歌曲／流行榜 | 903專業推介 | 中文歌曲龍虎榜 | 新城電台勁爆本地榜 | 勁歌金榜 | 參考                        |
| ---------------- | ----------- | -------------- | ------------------ | -------- | --------------------------- |
| 〈一比一〉       | 第5位       | 未能上榜       | 第17位             | 未能上榜 | [ 21 ] [ 22 ]               |
| 〈不可一世〉     | 冠軍        | 第7位          | 冠軍               | 冠軍     | [ 23 ] [ 24 ] [ 25 ] [ 26 ] |
| 〈什麼〉         | 第12位      | 第10位         | 第9位              | 未能上榜 | [ 27 ] [ 28 ] [ 29 ]        |
| 〈別舔傷口〉     | 第17位      | 冠軍           | 冠軍               | 冠軍     | [ 30 ] [ 31 ] [ 32 ] [ 33 ] |